# Limbrassac
Limbrassac település Franciaországban, Ariège megyében. Lakosainak száma 119 fő (2022. január 1.). Limbrassac Aigues-Vives, Dun, Pradettes, Saint-Julien-de-Gras-Capou, Tabre és Troye-d’Ariège községekkel határos.

## Népesség
A település népességének változása:
| Lakosok száma | 63   | 80   | 80   | 110  | 112  | 126  | 133  | 125  | 121  | 119  |
|               | 1968 | 1982 | 1990 | 2006 | 2013 | 2015 | 2017 | 2019 | 2020 | 2022 |